# Arthur Erich Haas
Arthur Erich Haas (Brno, 30 aprile 1884 – Chicago, 20 febbraio 1941) è stato un fisico austriaco.
Divenuto noto per un documento del 1910 presentato a sostegno della sua abilitazione come Privatdocent all'Università di Vienna che descrisse un trattamento dell'atomo di idrogeno che coinvolge la quantizzazione di orbite elettroniche, anticipando così il modello atomico di Bohr (1913) di tre anni.
Il significato dell'opera di Haas sta nell'instaurazione di un rapporto tra la costante di Planck e le dimensioni atomiche, essendo stato il primo a stimare correttamente l'entità di quello che oggi è noto come il raggio di Bohr.

## Opere
- Die Grundgleichungen der Mechanik dargestellt auf Grund der geschichtlichen Entwicklung, Leipzig, Veit, 1914.
- Einführung in die theoretische Physik (2 volumes) 1. {online} Leipzig: Veit, 1919; 2. Berlin:  de Gruyter, 1921.
- Naturbild der Neuen Physik, Berlin, de Gruyter, 1920.
- Atomtheorie, Berlin, de Gruyter, 1924.
- Materiewellen und Quantenmechanik, Leipzig, Akademische Verlagsgesellschaft, 1928.
- Die Grundlagen der Quantenchemie, Leipzig, Akademische Verlagsgesellschaft, 1929.
- Die kosmologischen Probleme der Physik, Leipzig, Akademische Verlagsgesellschaft, 1934.
- Umwaldlungen der chemischen Elemente, Berlin, de Gruyter, 1935.